# فينيس (باد كاليه)
فينيس، باد كاليه (بالفرنسية: Fiennes, Pas-de-Calais)‏ هي بلدية تقع في إقليم باد كاليه من منطقة نور با دو كاليه في شمال فرنسا. تبلغ مساحة هذه المدينة 11.64 (كم²)، وترتفع عن سطح البحر 92 م، يبلغ عدد سكانها 813 نسمة حسب إحصاء المعهد الوطني للإحصاء والدراسات الاقتصادية سنة 2009 م. وترأس Clotilde Roberval البلدية خلال فترة (2008-2014).